# Dyops
Dyops là một chi bướm đêm thuộc họ Erebidae.